# Saucats
Saucats é uma comuna francesa na região administrativa da Nova Aquitânia, no departamento da Gironda. Estende-se por uma área de 89,06 km². Em 2010 a comuna tinha 3 212 habitantes (densidade: 36,1 hab./km²).